# Peniophora taraguiensis
Peniophora taraguiensis är en svampart som beskrevs av Popoff & J.E. Wright 1994. Peniophora taraguiensis ingår i släktet Peniophora och familjen Peniophoraceae.   Inga underarter finns listade i Catalogue of Life.